# Deidamia commersoniana
Deidamia commersoniana är en passionsblomsväxtart som beskrevs av Dc.. Deidamia commersoniana ingår i släktet Deidamia och familjen passionsblomsväxter. Inga underarter finns listade i Catalogue of Life.